# Шилин, Иван Васильевич
Иван Васильевич Шилин (Пустой шаблон {{ВД-Преамбула}} ) — советский хоккеист, вратарь.

## Биография
Воспитанник московского «Спартака» (футбол, хоккей с мячом). В хоккей с шайбой играл за «Спартак» Москва (1948/49, 1952/53 — 1954/55) и «Спартак» Минск (1949/50 — 1950/51).
В 1 группе провёл три сезона (1948/49, 1950/51, 1952/53).